# Verzenay
Verzenay è un comune francese di 1 089 abitanti situato nel dipartimento della Marna nella regione del Grand Est.

## Società

### Evoluzione demografica
Abitanti censiti